# Kateřina Konečná

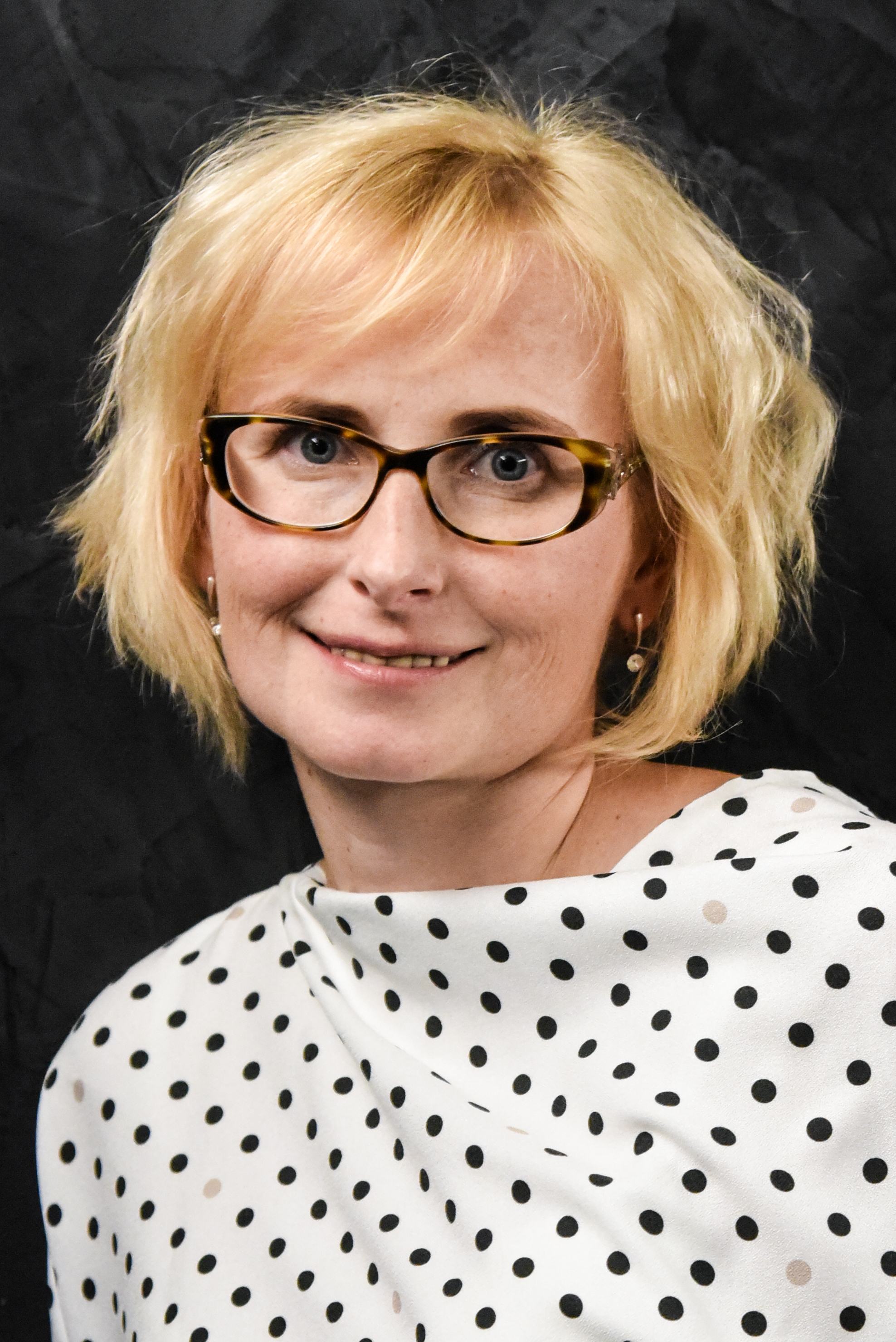
Kateřina Konečná, 2018

Kateřina Konečná (* 20. Januar 1981 in Nový Jičín) ist eine tschechische Politikerin (KSČM). Sie ist seit 2014 Mitglied des Europäischen Parlaments und seit 2021 Vorsitzende der Kommunistischen Partei Böhmens und Mährens (KSČM). Von 2002 bis 2014 war sie Mitglied des tschechischen Abgeordnetenhauses.

## Leben
Ihre Eltern waren Mitglied der Kommunistischen Partei der Tschechoslowakei und interessierten sie früh für Politik. Nach der Matura am Gymnasium in Nový Jičín nahm Konečná 1999 ein Studium der Volkswirtschaftslehre und öffentlichen Verwaltung an der Masaryk-Universität Brünn auf, das sie 2003 mit dem Bachelor-Grad abschloss. Sie setzte ihr Studium an der Hochschule für Finanzen und Verwaltung in Prag fort, wo sie 2009 ein Ingenieursdiplom erhielt. Einen zweiten Bachelor-Abschluss machte Konečná 2013 an der Fakultät für Rechtswissenschaften der Masaryk-Universität Brünn.
2002 wurde sie für die KSČM in das tschechische Abgeordnetenhaus gewählt. Sie war stellvertretende Vorsitzende des auswärtigen Ausschusses und des Umweltausschusses und leitete die Delegation des tschechischen Abgeordnetenhauses in der Interparlamentarischen Union. Zudem war sie von 2004 bis 2014 tschechisches Mitglied der Parlamentarischen Versammlung des Europarats.
Bei der Europawahl 2014 wurde Konečná als Abgeordnete ins Europäische Parlament gewählt, wo sie sich der Konföderalen Fraktion der Vereinten Europäischen Linken/Nordische Grüne Linke (GUE/NGL) anschloss. Von 2015 bis 2019 war sie Schatzmeisterin ihrer Fraktion. Konečná war in der Legislaturperiode 2014–2019 Mitglied im Ausschuss für Umweltfragen, öffentliche Gesundheit und Lebensmittelsicherheit, 2016–17 stellvertretende Vorsitzende des Untersuchungsausschusses zu Emissionsmessungen in der Automobilindustrie, 2018 stellvertretende Vorsitzende Sonderausschusses für das Genehmigungsverfahren der EU für Pestizide, außerdem Delegierte in den Ausschüssen für parlamentarische Kooperation EU-Armenien, EU-Aserbaidschan und EU-Georgien. Seit ihrer Wiederwahl als EU-Parlamentarierin 2019 gehört Konečná den Ausschüssen für Binnenmarkt und Verbraucherschutz sowie für Verkehr und Tourismus an. Außerdem ist sie Delegierte in der Parlamentarischen Versammlung EURO-NEST.
Seit 2010 Mitglied des Zentralkomitees der KSČM, war Konečná ab 2018 stellvertretende Parteivorsitzende. Seit dem 23. Oktober 2021 als Nachfolgerin von Vojtěch Filip Parteivorsitzende der Kommunistischen Partei.
Konečná führte bei der Europawahl 2024 das links-nationalistische Wahlbündnis Stačilo! (deutsch: Genug!) an, welches mit 9,56 % zwei Sitze im Europäischen Parlament erreichen konnte. Ebenso ist sie Spitzenkandidatin bei der Abgeordnetenhauswahl in Tschechien 2025.